# Heinkel He 270
Die Heinkel He 270 war ein deutsches militärisches Mehrzweckflugzeug der Ernst Heinkel Flugzeugwerke.

## Entwicklung
Das Flugzeug war eine Weiterentwicklung der He 70 F. Die Änderungen betrafen im Wesentlichen den neuen Motor, einen Daimler-Benz DB 601 mit 864,2 kW (1175 PS) mit einem verstellbaren Metalldreiblattpropeller mit 3,20 m Durchmesser und das unverkleidete, nicht einziehbare Spornrad. Die Besatzung bestand wie bei allen He-70-Militärversionen aus drei Mann. Nur ein Prototyp wurde 1938 gefertigt. Er trug das zivile Kennzeichen D-OEHF.

## Technische Daten
| Kenngröße             | Daten                                                                    |
| --------------------- | ------------------------------------------------------------------------ |
| Besatzung             | 3                                                                        |
| Länge                 | 11,9 m                                                                   |
| Spannweite            | 14,8 m                                                                   |
| Höhe                  | 3,10 m                                                                   |
| Flügelfläche          | 36,50 m²                                                                 |
| Flügelstreckung       | 6,0                                                                      |
| Rüstmasse             | 2670 kg                                                                  |
| Zuladung              | 1480 kg                                                                  |
| Startmasse            | 4150 kg                                                                  |
| Höchstgeschwindigkeit | 380 km/h in Bodennähe 460 km/h in 4000 m Höhe                            |
| Marschgeschwindigkeit | 335 km/h in 2000 m Höhe                                                  |
| Landegeschwindigkeit  | 115 km/h                                                                 |
| Steigzeit             | 2,2 min auf 1000 m Höhe 5,5 min auf 2000 m Höhe 15,0 min auf 4000 m Höhe |
| Dienstgipfelhöhe      | 9000 m                                                                   |
| Reichweite            | 1000 km                                                                  |
| Startrollstrecke      | 350 m                                                                    |
| Antrieb               | ein flüssigkeitsgekühlter Zwölfzylinder-V-Motor Daimler-Benz DB 601A     |
| Leistung              | 1.175 PS (864 kW)                                                        |
| Kraftstoffvorrat      | 420 l                                                                    |
| Bewaffnung            | 1 × MG 17 nach vorn 1 × MG 15 rückwärts gerichtet 200 kg Bomben          |